# Ćorkovići
Ćorkovići su naseljeno mjesto u općini Kotor Varoš, Republika Srpska, Bosna i Hercegovina.

## Zemljopis
Ćorkovići se nalaze na strmim, jugozapadnim padinama Petrova polja, na nadmorskoj visini od oko 910–930 metara. Ispod sela protiče Ćorkovac, lijeva pritoka Vrbanje.  Kroz njega prolazi lokalna cesta koja povezuje regionalnu cestu R-440: Kotor-Varoš – Obodnik – Šiprage – Kruševo Brdo s komunikacijom Skender Vakuf – Imljani – Korićani – Vitovlje – Turbe, preko Ilomske. Od Šipraga je udaljeno oko 8 kilometara, a od Kotor-Varoša oko 40 kilometara.

## Stanovništvo

### 1991.
Nacionalni sastav stanovništva 1991. godine, bio je sljedeći:
ukupno: 175
- Srbi - 175

### 2013.
Nacionalni sastav stanovništva 2013. godine, bio je sljedeći:
ukupno: 97
- Srbi - 85
- Bošnjaci - 10
- ostali, neopredijeljeni i nepoznato - 2